# Tim Brys

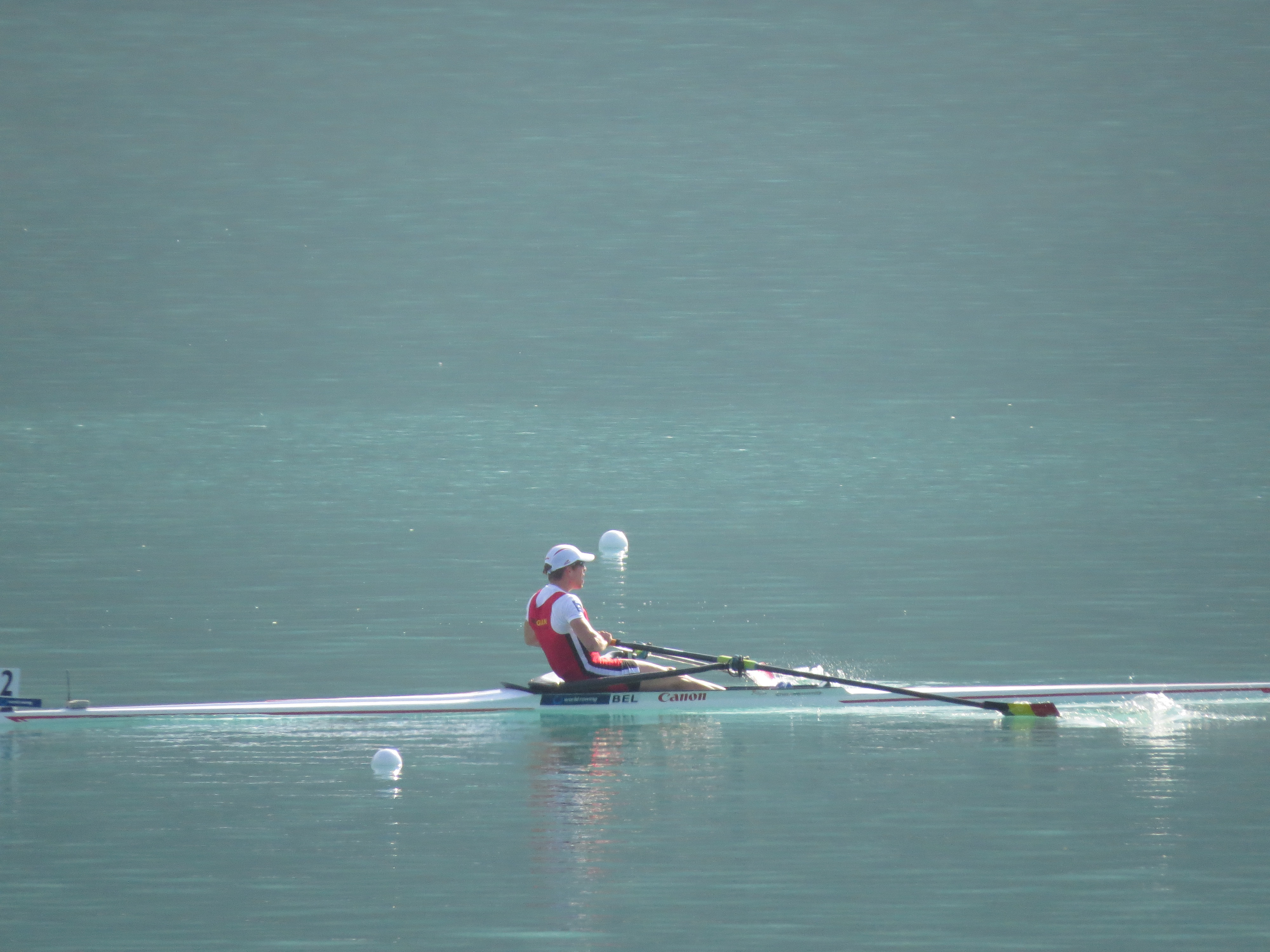
Tim Brys bei den Ruder-Weltmeisterschaften 2015

Tim Brys (* 30. Juli 1992 in Gent) ist ein belgischer Leichtgewichts-Ruderer. Er war 2018 Weltmeisterschaftsdritter.

## Sportliche Karriere
Bei den U23-Weltmeisterschaften 2011 belegte der 1,88 m große Tim Brys zusammen mit Gilles Poysat den zehnten Platz im Leichtgewichts-Doppelzweier, 2012 wurden die beiden Elfte. 2014 erreichte Brys im Leichtgewichts-Einer den sechsten Platz. 2015 nahm Brys ebenfalls im Leichtgewichts-Einer an den Weltmeisterschaften in der Erwachsenenklasse teil und kam als Sieger des B-Finales auf den siebten Platz.
Ab 2016 startete Tim Brys zusammen mit Niels Van Zandweghe im Leichtgewichts-Doppelzweier. Bei den Europameisterschaften 2016 belegten die beiden den fünften Platz. Zwei Wochen später gewannen sie in Luzern die letzte Qualifikationsregatta für die Olympischen Spiele in Rio de Janeiro. Allerdings gewann Hannes Obreno bei der Qualifikationsregatta den Lauf im Einer und nur ein belgisches Boot durfte auf diesem Weg nominiert werden. Der belgische Verband entschied sich für Obreno, der dann in Rio de Janeiro Olympiavierter wurde.
Brys und Van Zandweghe belegten 2017 den fünften Platz bei den Weltmeisterschaften in Sarasota. 2018 erreichten sie den vierten Platz bei den Europameisterschaften in Glasgow. Bei den Weltmeisterschaften in Plowdiw belegten sie den dritten Platz hinter den Iren und den Italienern. 2019 gewannen sie hinter den Deutschen und den Italienern die Bronzemedaille bei den Europameisterschaften in Luzern. Bei den  Weltmeisterschaften in Linz-Ottensheim erreichten sie im Leichtgewichts-Doppelzweier den 7. Platz und erruderten damit einen Quotenplatz für Belgien für die Olympischen Spiele 2020 in Tokio. 2020 gewannen die beiden die Bronzemedaille bei den Europameisterschaften hinter den Booten aus Italien und Deutschland. Bei den Olympischen Spielen in Tokio belegten die beiden Belgier den fünften Platz.
Nach einem schwächeren Jahr 2022 im Doppelvierer wechselte Brys 2023 in den Einer ohne Gewichtsbeschränkung. Bei den Olympischen Spielen in Paris ruderte er in das Finale im Einer und erreichte den vierten Platz mit fast vier Sekunden Rückstand auf die Medaillenränge.